# Odintsovo (584)
Odintsovo (em russo: Одинцово) é uma corveta multifunção russa de mísseis guiados, da classe Karakurt da Marinha Russa, sendo o terceiro navio da classe e o segundo em série.

## História da construção
O nome original do pequeno navio-míssil do Projeto 22800 Odintsovo era Shkval, seguindo a tradição de navios russos e soviéticos com esse nome. Ele foi lançado em 29 de julho de 2016, com o número de estaleiro 253, no estaleiro Pella, em São Petersburgo, na presença do vice-ministro da Defesa da Rússia, Yuri Borisov. Sua construção seguiu a política de substituição de importações, o motor foi fabricado pela empresa Zvezda, também de São Petersburgo.
Foi lançado ao mar em 5 de maio de 2018, às vésperas do 73º aniversário da vitória na Grande Guerra Patriótica, novamente com a presença de Yuri Borisov. A finalização ocorreu com o navio já flutuando. Os testes estatais foram concluídos em 14 de novembro de 2020.

## Características de design
O Odintsovo é o primeiro navio do Projeto 22800 equipado com armamento antiaéreo especializado, utilizando o sistema Pantsir-ME. Esse sistema inclui:
- oito lançadores com 32 mísseis armazenados abaixo do convés;
- dois canhões automáticos rotativos AO-18KD de 30 mm, com seis canos cada.[5]

A propulsão do navio é composta por três motores a diesel M-507D-1 e três geradores diesel DGAS-315, todos produzidos pela empresa russa Zvezda.

## Serviço
O pequeno navio-míssil Odintsovo estava previsto para ser incorporado à Frota do Báltico da Marinha Russa no final de 2020. A entrega oficial ocorreu em 21 de novembro de 2020.